# Zach Horwitz
Zach Horwitz (ur. 3 kwietnia 1975) – amerykański snowboardzista. Nie startował na igrzyskach olimpijskich. Na mistrzostwach świata najlepszy wynik uzyskał na mistrzostwach w Berchtesgaden, gdzie zajął 5. miejsce w halfpipe’ie. Najlepsze wyniki w Pucharze Świata osiągnął w sezonie 1998/1999, kiedy to zajął 24. miejsce w klasyfikacji generalnej, a w klasyfikacji halfpipe’a był czwarty.
W 2002 r. zakończył karierę.

## Sukcesy

### Mistrzostwa Świata
| Miejsce | Dzień       | Rok  | Miejscowość          | Konkurencja    | Zwycięzca          |
| ------- | ----------- | ---- | -------------------- | -------------- | ------------------ |
| 9.      | 24 stycznia | 1996 | Lienz                | Halfpipe       | Ross Powers        |
| 35.     | 24 stycznia | 1997 | San Candido          | Halfpipe       | Fabien Rohrer      |
| 22.     | 26 stycznia | 1997 | San Candido          | Snowboardcross | Helmut Pramstaller |
| 5.      | 16 stycznia | 1999 | Berchtesgaden        | Halfpipe       | Ricky Bower        |
| 31.     | 27 stycznia | 2001 | Madonna di Campiglio | Halfpipe       | Kim Christiansen   |

### Puchar Świata

#### Miejsca w klasyfikacji generalnej
- 1995/1996 - -
- 1996/1997 - 64.
- 1997/1998 - 127.
- 1998/1999 - 24.
- 1999/2000 - 33.
- 2000/2001 - -
- 2001/2002 - -

#### Miejsca na podium
1. Sun Peaks – 3 marca 1996 (Halfpipe) - 1. miejsce
2. Mount Bachelor – 17 marca 1996 (Halfpipe) - 3. miejsce
3. Tandådalen – 23 listopada 1998 (Halfpipe) - 2. miejsce
4. Olang – 13 marca 1999 (Halfpipe) - 3. miejsce